# Мысль (фильм, 1916)
«Мысль» («Записи доктора Керженцева») - мелодрама Владимира Гардина. Премьера состоялась 11 октября 1916 года. Фильм не сохранился.

## Сюжет
По одноимённой повести Леонида Андреева.

## Критика
Картина превзошла самые смелые ожидания. Образцовому исполнению Г. Хмары соответствует не менее образцовая режиссёрская часть. Она выразилась раньше всего в бережном отношении к инсценируемому произведению, отказ от ложных кино-эффектов, полное отсутствие режиссёрской отсебятины, тщательная редакция надписей, передающих не только смысл, но и стиль андреевской повести - вот главные достоинства постановки.
— "Проектор", 1916, №17, стр. 11

## Воспоминания
"Мысль" была экранизирована очень удачно. Гардин первый применил по-настоящему крупные планы и новый монтаж, сумел донести до зрителя весь сложный психологизм. У творческих работников театра картина имела большой успех.
— Ольга Преображенская "Воспоминания", стр. 169